# Меса, Николас
Николас Алонсо Меса Муньос (исп. Nicolás Alonso Meza Muñoz; род. 12 апреля 2002, Сантьяго) — чилийский футболист, полузащитник клуба «Палестино».

## Клубная карьера
Меса — воспитанник клуба «Палестино». 22 июня 2021 года в поединке Кубка Чили против «Барнечеа» Николас дебютировал за основной состав. 1 августа в поединке против «Унион Эспаньола» он дебютировал в чилийской Примере.